# Flecha Valona 1988
La Flecha Valona 1988 se disputó el 13 de abril de 1988, y supuso la edición número 52 de la carrera. El ganador fue el alemán Rolf Gölz. El italiano Moreno Argentin y el holandés Steven Rooks fueron segundo y tercero respectivamente.

## Clasificación final
| Pos. | Ciclista        | Equipo                           | Tiempo    |
| ---- | --------------- | -------------------------------- | --------- |
| 1    | Rolf Gölz       | Superconfex-Yoko-Opel-Colnago    | 6h32'21"" |
| 2    | Moreno Argentin | Gewiss-Bianchi-Fina              | a 56"     |
| 3    | Steven Rooks    | PDM-Ultima-Concorde              | a 1'02"   |
| 4    | Charly Mottet   | Système U-Gitane                 | a 1'12"   |
| 5    | Andreas Kappes  | Toshiba-Look-Nievre              | a 1'23"   |
| 6    | Bruno Bruyère   | Hitachi-Bosal-Bce Snooker-Merckx | a 3'38"   |
| 7    | Yvon Madiot     | Toshiba-Look-Nievre              | a 3'43"   |
| 8    | Pedro Delgado   | Reynolds-Pinarello               | a m.t.    |
| 9    | Stefan Joho     | Ariostea-Gres                    | a m.t.    |
| 10   | Jan Nevens      | Sigma Paints-Fina-Cicli Diamant  | a m.t.    |